# 斯維亞托希爾斯克戰役
斯維亞托戈爾斯克戰役是烏克蘭武裝部隊和俄羅斯聯邦武裝部隊于2022年頓巴斯戰役期間在斯維亞托希爾斯克附近的一系列軍事交戰。

## 背景
俄羅斯從2022年2月28日開始對伊久姆發動襲擊，俄羅斯軍方從3月3日開始繼續進行火箭襲擊。 
3月3日，有8名平民死亡，據報道，該鎮的中央醫院受到嚴重破壞。
4月1日，烏克蘭軍方確認伊久姆處於俄羅斯控制之下。 第二天，在烏克蘭國家通訊社的一次採訪中， 伊久姆的副市長Volodymyr Matsokin聲稱該市80%的住宅樓被摧毀，該市沒有電力，供暖氣或水。 
克列緬納亞是俄羅斯於4月18日宣佈的頓巴斯攻勢中第一個淪陷的城市。 州長報告說，有200名平民被殺，可能有更多。 
烏克蘭官員於4月25日報告說，部分俄羅斯軍隊在克列緬納亞市政廳的一次瓦斯爆炸中喪生。 俄羅斯軍隊控制了這座城市。 戰鬥持續了一整夜，在街道周圍發射了重型炮火。 
俄羅斯軍隊後來於4月19日佔領了市政廳。 當晚，謝爾蓋報告說，剩餘的烏克蘭軍隊撤退，使俄羅斯軍隊完全控制了城市。
5月27日， 利曼的大部分地區都處於俄羅斯控制之下。

## 戰鬥
2022年5月30日，因對斯維亞托希爾斯克的炮擊，一間修道院被摧毀，該修道院的兩名僧侶和一名修女被殺，三名僧侶受傷。
5月30日至31日晚，俄羅斯聯邦武裝部隊對該市發動了大規模的地面攻擊，對該市進行了猛烈的炮擊。
5月31日白天，俄羅斯聯邦的步兵部隊對斯維亞托希爾斯克發動了進攻，目的是包圍整個城市並形成一個大鍋。
6月2日，聖安息修道院，發生了一場大規模火災，火焰吞沒了修道院的主要建築。
烏克蘭軍官尤里·科切文科在他的Facebook個人帳戶上發佈了一張被燒毀的修道院的照片，標題是：「俄羅斯野蠻人的另一項罪行，對他們來說沒有什麼神聖的東西。」 
在6月3日和4日期間，戰鬥變得更加激烈。 俄羅斯方面指責烏克蘭武裝部隊故意在修道院城牆前建立射擊陣地。